# フランツ・アイブル
フランツ・アイブル（Franz Eybl,1806年4月1日 - 1880年4月29日）はオーストリアの画家、版画家である。フリードリヒ・フォン・アマーリングらと並んで19世紀、オーストリアの重要な肖像画家である。ウィーン美術アカデミーでも教えた。

## 略歴
ウィーン郊外のグンペンドルフに生まれた。10歳になった1816年からウィーン美術アカデミーで学んだ。彫刻家のヨーゼフ・クリーバー(Josef Klieber)に学び、1817年から風景画家のヨーゼフ・メスマー(Joseph Mössmer)に学んだ。1820年から肖像画家のランピ(Johann Baptist Lampi der Ältere)と風景画家のカウチッチ(Franz Caucig、 Franc Kavčič)に学び、ヨハン・ペーター・クラフト(Johann Peter Krafft)の歴史画のクラスで1928年まで学んだ。20代の初めに美術アカデミー2つの賞を受賞し、1843年に美術アカデミーの会員になった。1853からウィーンの帝国絵画館(後のオーストリア・ギャラリー)の学芸員も務めた。1867年から絵画館でも教えた。
始め歴史画、風景画、風俗画も描き、1840年頃から、ビーダーマイヤー時代の画家フェルディナント・ゲオルク・ヴァルトミュラーから影響を受けた。肖像画家としての活動に評価が高く、フリードリヒ・フォン・アマーリングと並ぶオーストリアの重要な肖像画家とされる。ヨーゼフ・クリーフーバーらと共に 版画(リトグラフ)でも当時その制作が流行していた多くの肖像版画を製作した。

## 作品

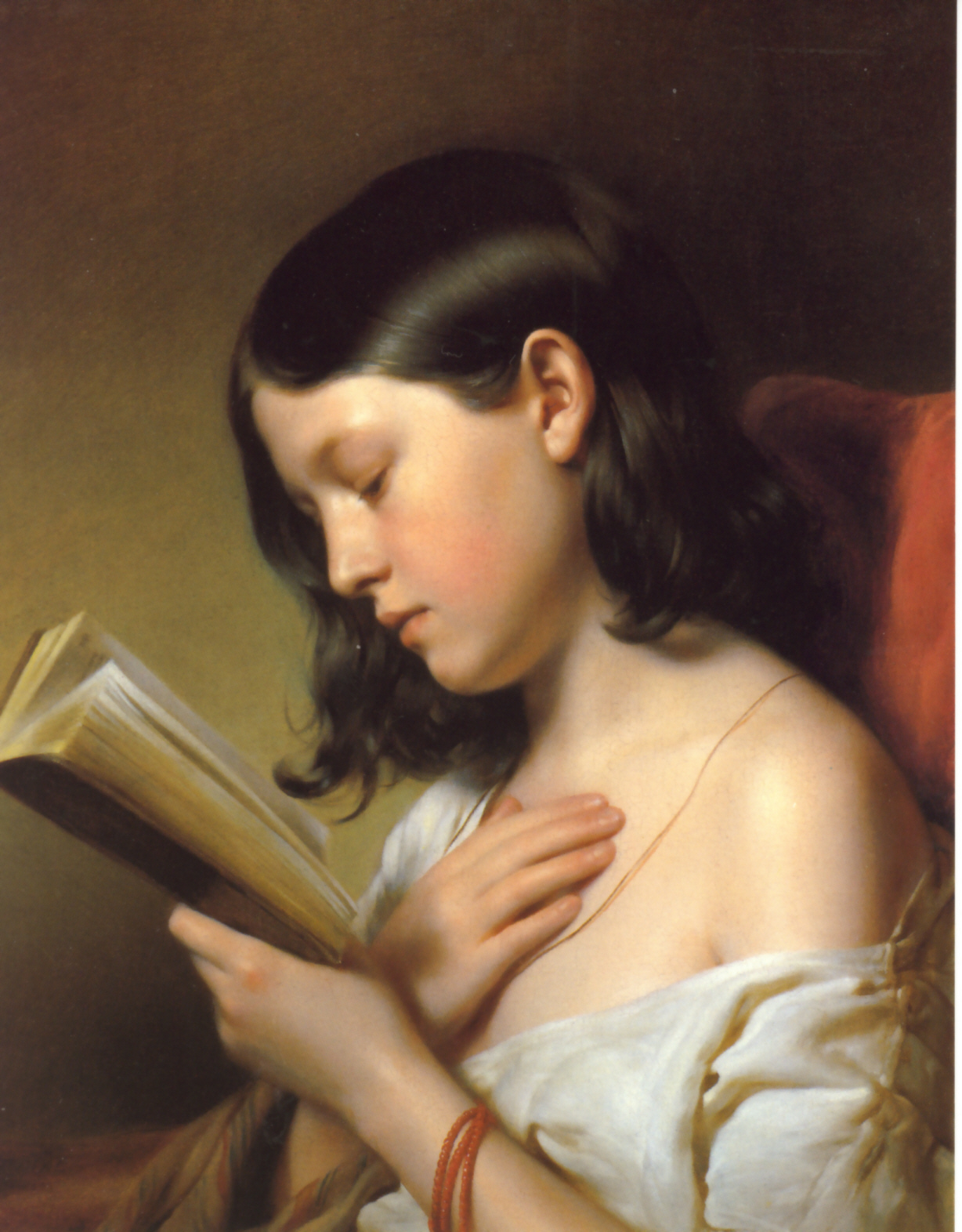
読書する女性 (1850)
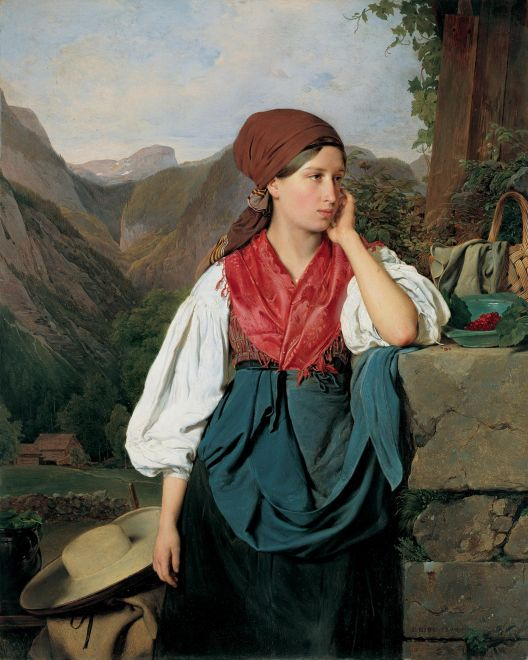
苺摘み (1844)
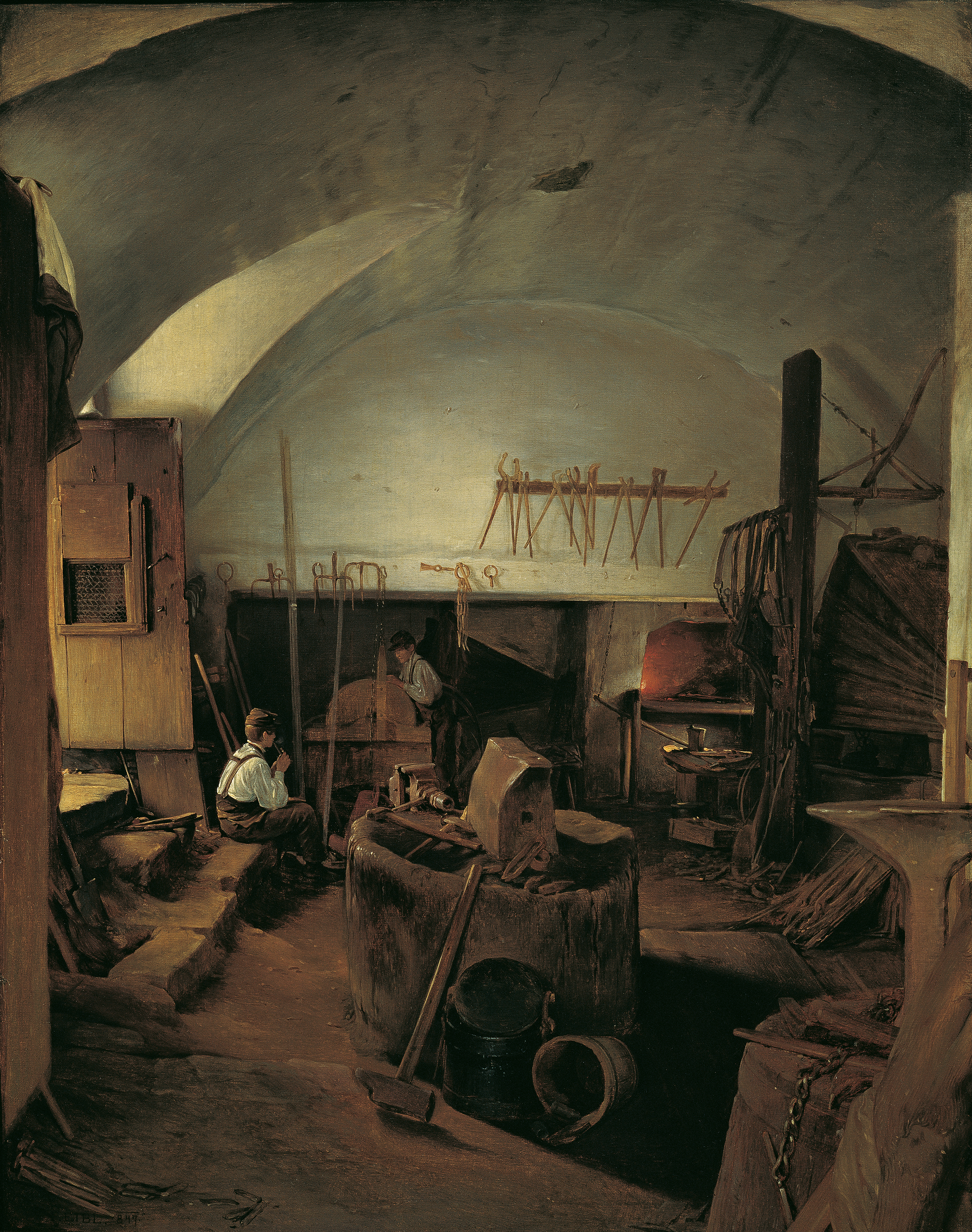
鍛冶屋の仕事場(1847)
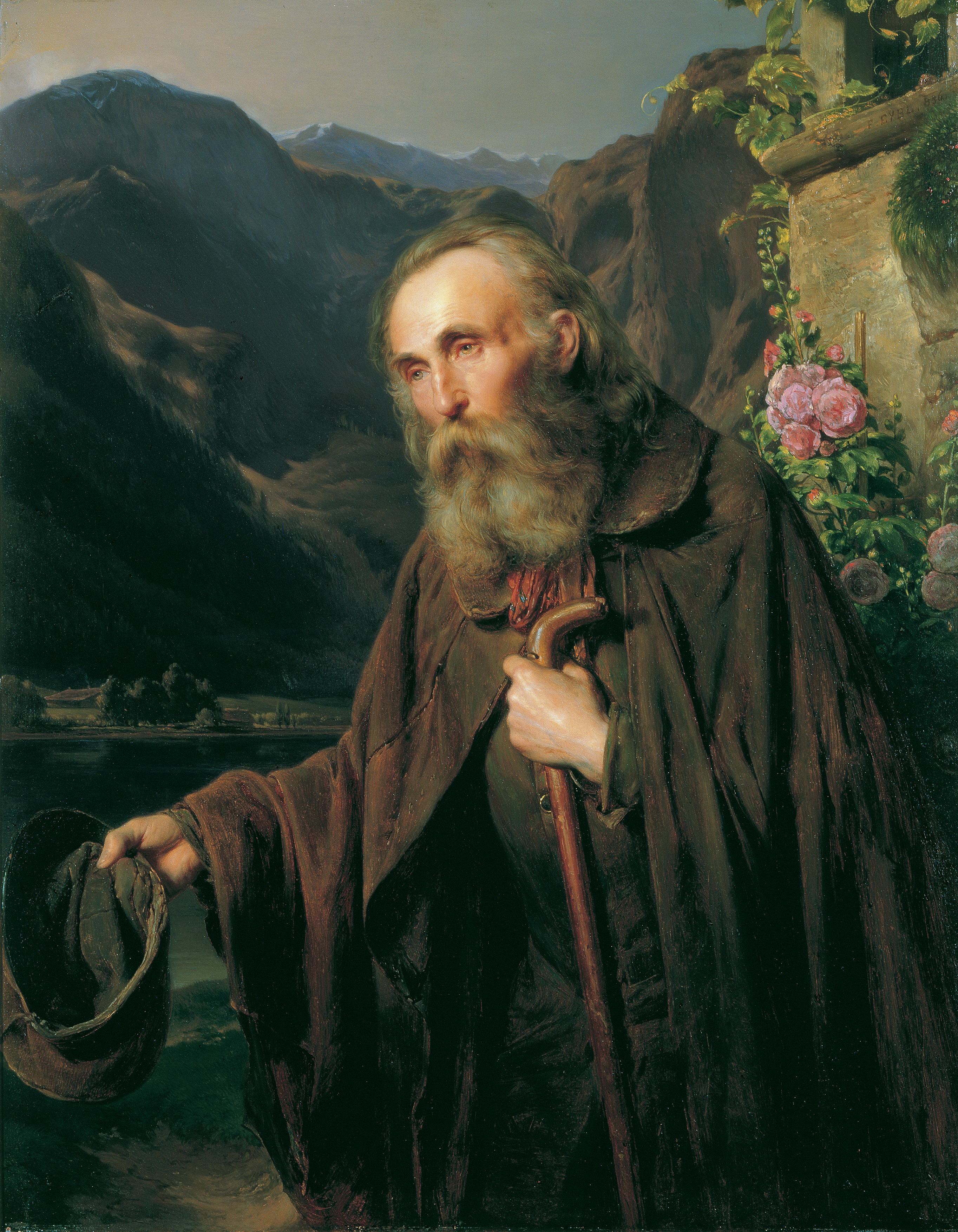
年老いた物乞い